# 국도 제51호선 (일본)
국도 제51호선(일본어: 国道51号)은 일본의 일반 국도이다. 지바현 지바시 주오구와 이바라키현 미토시를 잇는다.

## 역사
- 1953년 5월 18일: 2급 국도 제123호선으로 지정. (현재 국도 제123호선과 상관 없음.)
- 1963년 4월 1일: 2급 국도 제123호선을 1급 국도 제51호선으로 승격.
- 1965년 4월 1일: 일반 국도 제51호선으로 지정.

## 접속 도로 및 시설
| 접속 도로 및 시설                                              | 소재지                                                                                  | 소재지           | 소재지         |
| -------------------------------------------------------------- | --------------------------------------------------------------------------------------- | ---------------- | -------------- |
| 국도 제14호선 국도 제126호선                                   | 지바현                                                                                  | 지바시           | 주오구         |
| 가이즈카 나들목 (게이요 도로, 국도 제16호선)                   | 지바현                                                                                  | 지바시           | 와카바구       |
| 사쿠라기역 (지바 도시 모노레일 2호선)                          | 지바현                                                                                  | 지바시           | 와카바구       |
| 요쓰카이도 종합 공원                                           | 지바현                                                                                  | 요쓰카이도시     | 요쓰카이도시   |
| 사쿠라 나들목 (히가시칸토 자동차로)                            | 지바현                                                                                  | 사쿠라시         | 사쿠라시       |
| 동일본 여객철도 소부 본선, 나리타선                            | 지바현                                                                                  | 사쿠라시         | 사쿠라시       |
| 국도 제296호선                                                 | 지바현                                                                                  | 인바군           | 시스이정       |
| 시스이 정청(町廳)                                              | 지바현                                                                                  | 인바군           | 시스이정       |
| 시스이역 (동일본 여객철도 나리타선)                            | 지바현                                                                                  | 인바군           | 시스이정       |
| 국도 제409호선                                                 | 지바현                                                                                  | 나리타시         | 나리타시       |
| 국도 제464호선                                                 | 지바현                                                                                  | 나리타시         | 나리타시       |
| 동일본 여객철도 나리타선                                       | 지바현                                                                                  | 나리타시         | 나리타시       |
| 게이세이 나리타 역 (게이세이 전철 본선)                        | 지바현                                                                                  | 나리타시         | 나리타시       |
| 나리타 시청                                                    | 지바현                                                                                  | 나리타시         | 나리타시       |
| 게이세이 전철 본선                                             | 지바현                                                                                  | 나리타시         | 나리타시       |
| 국도 제295호선 국도 제408호선                                  | 지바현                                                                                  | 나리타시         | 나리타시       |
| 동일본 여객철도 나리타선                                       | 지바현                                                                                  | 나리타시         | 나리타시       |
| 히가시칸토 자동차도                                            | 지바현                                                                                  | 나리타시         | 나리타시       |
| 나리타 국제공항 북쪽                                           | 지바현                                                                                  | 나리타시         | 나리타시       |
| 히가시칸토 자동차도                                            | 지바현                                                                                  | 나리타시         | 나리타시       |
| 다이에이 나들목 (히가시칸토 자동차도)                          | 지바현                                                                                  | 나리타시         | 나리타시       |
| 국도 제125호선 기점 국도 제355호선 기점 (가시마 방면에 중복됨) | 지바현                                                                                  | 나리타시         | 나리타시       |
| 사와라역 (동일본 여객철도 나리타선)                            | 지바현                                                                                  | 나리타시         | 나리타시       |
| 도네강                                                         | 지바현                                                                                  | 나리타시         | 나리타시       |
| 이바라키현                                                     | 이나시키시                                                                              | 이나시키시       |                |
| 이바라키현                                                     | 이나시키시                                                                              | 이나시키시       | 국도 제125호선 |
| 이바라키현                                                     | 이나시키시                                                                              | 이나시키시       | 가스미가우라호 |
| 이바라키현                                                     | 히타치토네 강                                                                           | 이타코시         | 이타코시       |
| 이바라키현                                                     | 국도 제355호선                                                                          | 이타코시         | 이타코시       |
| 이바라키현                                                     | 동일본 여객철도 가시마 선                                                               | 이타코시         | 이타코시       |
| 이바라키현                                                     | 나부카타 역 (동일본 여객철도 가시마 선)                                                 | 이타코시         | 이타코시       |
| 이바라키현                                                     | 가시마 신궁 역 (동일본 여객철도 가시마 선)                                              | 가시마시         | 가시마시       |
| 이바라키현                                                     | 국도 제124호선 (종점까지 중복됨)                                                        | 가시마시         | 가시마시       |
| 이바라키현                                                     | 가시마 축구 스타디움 역 (동일본 여객철도 가시마 선, 가시마 임해 철도 오아라이카시마 선) | 가시마시         | 가시마시       |
| 이바라키현                                                     | 가시마 스타디움                                                                         | 가시마시         | 가시마시       |
| 이바라키현                                                     | 국도 제354호선                                                                          | 호코타시         | 호코타시       |
| 이바라키현                                                     | 가시마 임해 철도 오아라이카시마 선                                                      | 히가시이바라키군 | 오아라이정     |
| 이바라키현                                                     | 히누마 강                                                                               | 히가시이바라키군 | 오아라이정     |
| 이바라키현                                                     | 미토시                                                                                  |                  |                |
| 이바라키현                                                     | 국도 제245호선 (종점까지 중복됨)                                                        |                  |                |
| 이바라키현                                                     | 미토오아라이 나들목 (히가시미토 도로)                                                   |                  |                |
| 이바라키현                                                     | 국도 제6호선                                                                            |                  |                |
| 이바라키현                                                     | 동일본 여객철도 조반선 가시마 임해 철도 오아라이카시마 선                               |                  |                |
| 이바라키현                                                     | 동일본 여객철도 스이군선                                                                |                  |                |
| 미토 역 국도 제50호선 국도 제118호선 국도 제400호선            |                                                                                         |                  |                |

## 사진

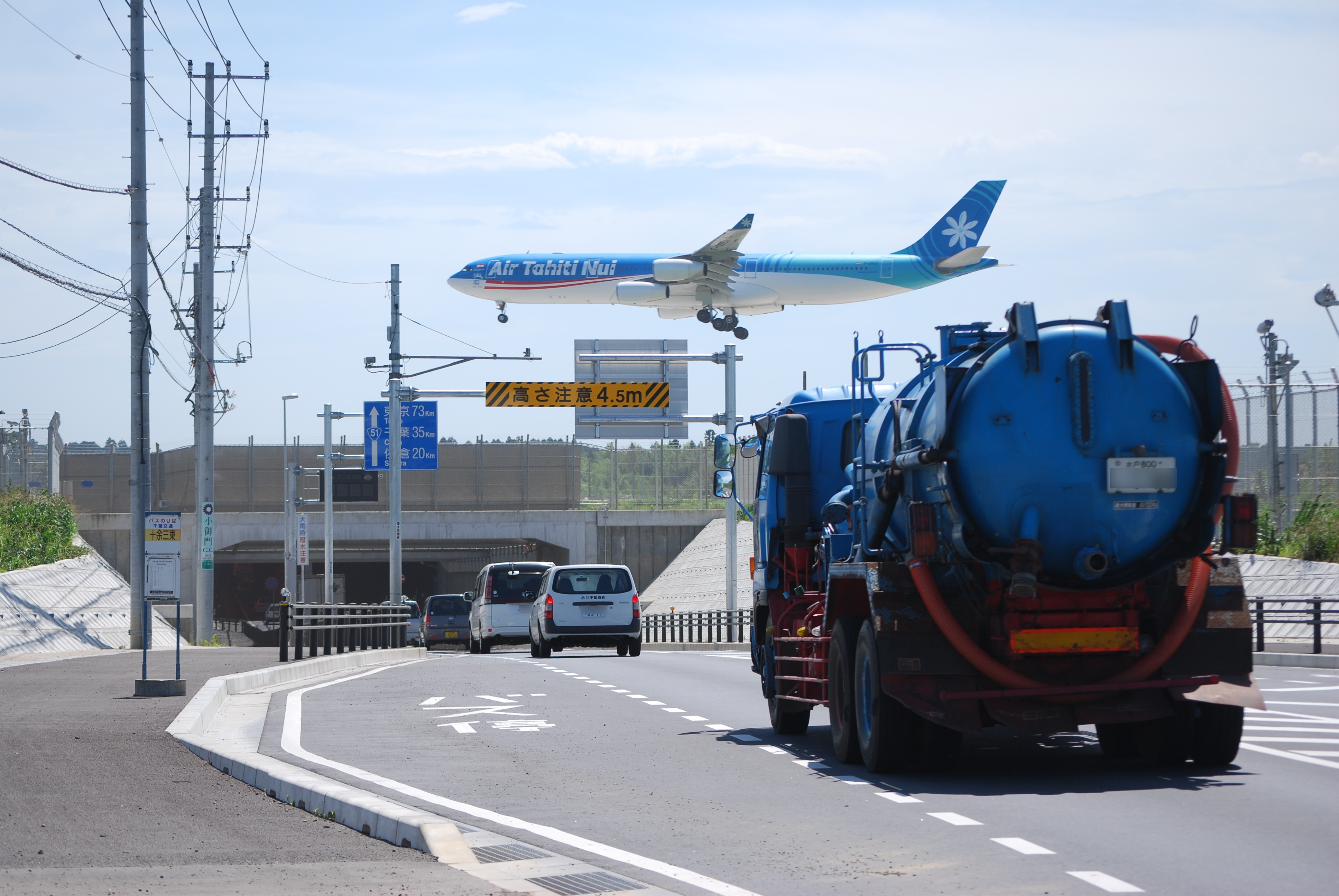
나리타 국제공항 밑을 지나가는 터널 앞 모습
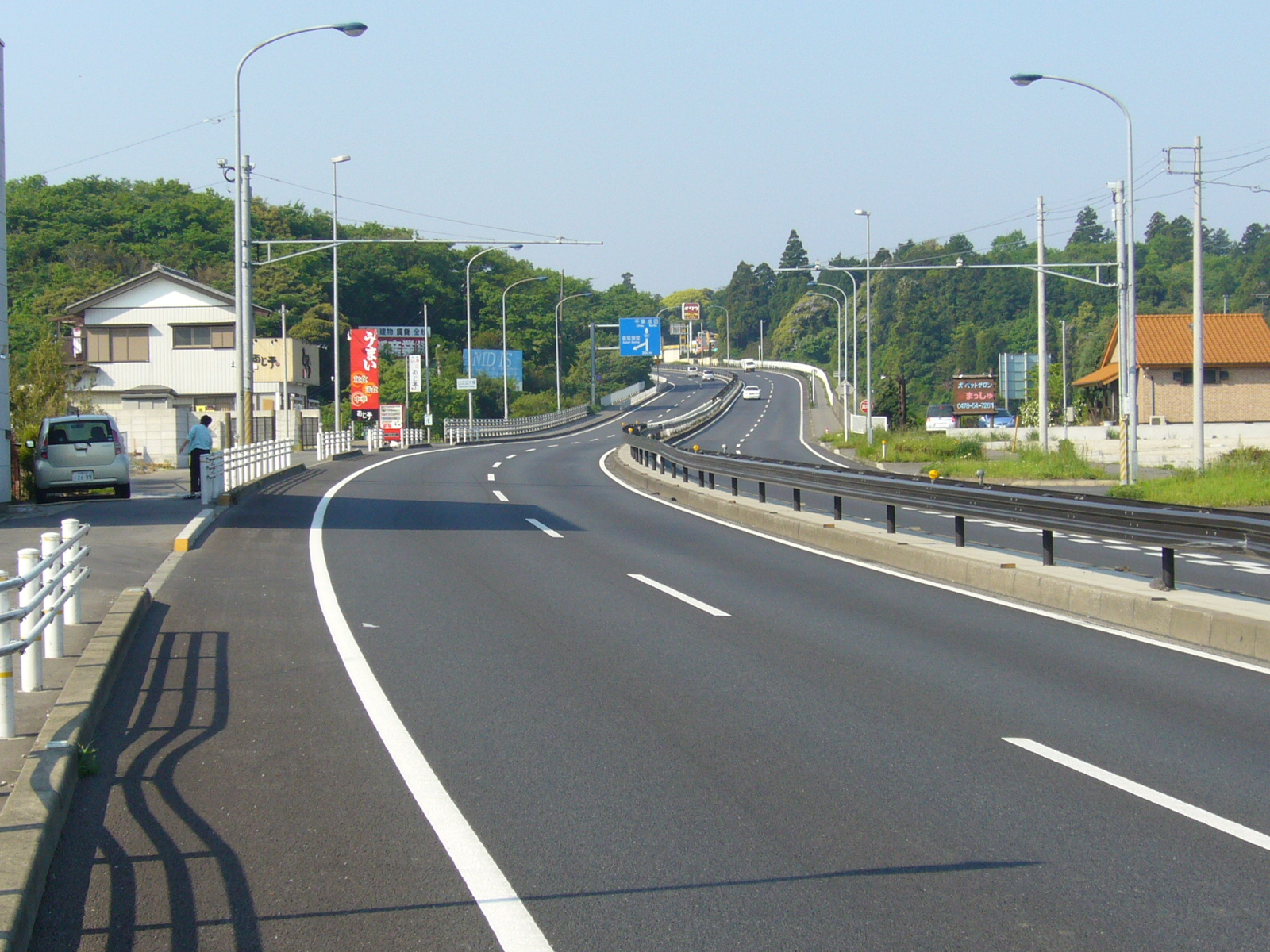
가토리 시내 모습
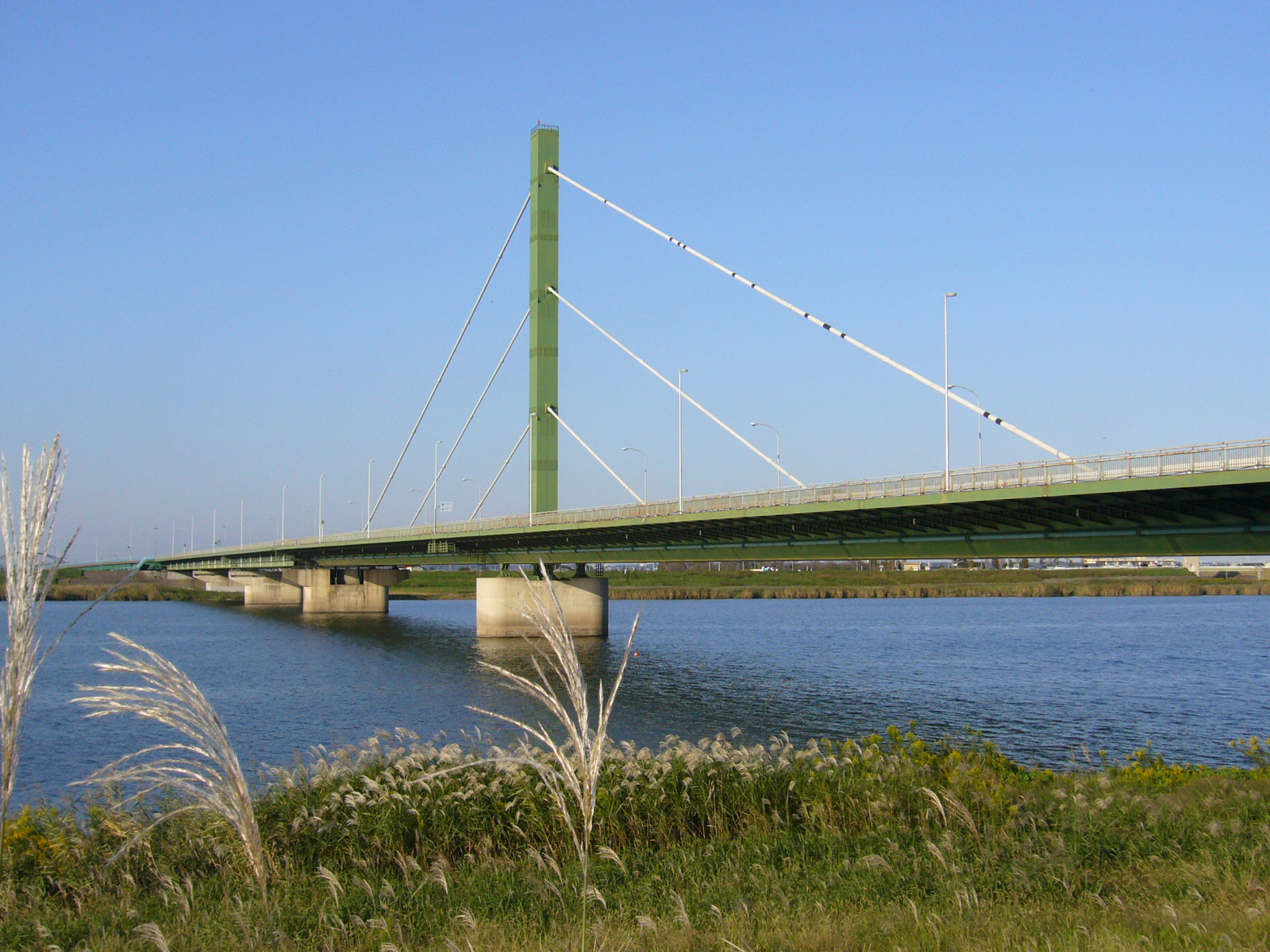
스이고 대교 모습